# 플로레스땃쥐
플로레스땃쥐(Suncus mertensi)는 인도네시아 플로레스섬에서 발견되는 땃쥐과에 속하는 흰이땃쥐류의 일종이다. 서식지 감소와 제한된 분포 지역 때문에 멸종 위급종으로 분류하고 있다.